# Comté de Cross
Le comté de Cross est un comté de l'État de l'Arkansas aux États-Unis. Au recensement de 2010, il comptait 17 870 habitants. Son chef-lieu est Wynne.

## Démographie
| 1870  | 1880  | 1890  | 1900   | 1910   | 1920   | 1930   | 1940   |
| ----- | ----- | ----- | ------ | ------ | ------ | ------ | ------ |
| 3 915 | 5 050 | 7 693 | 11 051 | 14 042 | 18 579 | 25 723 | 26 046 |

| 1950   | 1960   | 1970   | 1980   | 1990   | 2000   | 2010   | - |
| ------ | ------ | ------ | ------ | ------ | ------ | ------ | - |
| 24 757 | 19 551 | 19 783 | 20 434 | 19 225 | 19 526 | 17 870 | - |